# Serrat del Colomer (Ripollès)
El Serrat del Colomer és una serra situada al municipi de Sant Joan de les Abadesses a la comarca del Ripollès, amb una elevació màxima de 1.206,7 metres, al Serratal (Sant Joan de les Babadesses).